# Chiesa di San Pietro Apostolo (Rieti)
La ex chiesa di San Pietro è un edificio religioso sconsacrato di Rieti, oggi sede di una libreria. Si trova lungo via Roma, a fianco di Palazzo Vecchiarelli e non lontano da piazza Vittorio Emanuele II e dal Ponte Romano.

## Storia
L'origine della chiesa è precedente al XII secolo: la sua prima menzione, infatti, è in una bolla del 1153 di papa Anastasio IV, in cui sono elencati i possedimenti della chiesa reatina.
La chiesa sorgeva all'epoca all'esterno della cinta muraria di epoca romana che ancora cingeva Rieti, a pochi passi dalla Porta Romana (o porta di ponte), che doveva trovarsi dove via Roma incrocia le attuali vie Pellicceria e San Pietro Martire. La chiesa è indicata nei documenti medievali come San Pietro alla Porta, San Pietro in Ponte, San Pietro de ponte de Reate, in virtù del fatto che l'attuale via Roma era anticamente un viadotto, con cui l'antica Via Salaria, dopo aver superato il Velino con il Ponte Romano, si arrampicava sulla rocca fino a raggiungere il foro, l'attuale piazza Vittorio Emanuele II.
Nel quattrocento e nel cinquecento la parrocchia crebbe di importanza, tanto che all'inizio del XVI secolo furono effettuati lavori di ampliamento, nel 1613 il vescovo Crescenzi vi trasferì la prepositura di Santa Cecilia e nel 1614 la decorò del titolo di collegiata.
All'inizio del settecento, a causa dell'umidità e delle infiltrazioni d'acqua, la chiesa si trovava in cattive condizioni. Il vescovo Bernardino Guinigi nel 1711 ordinò di sistemare il tetto, ma la situazione non migliorò, tanto che nel 1727 il suo successore Antonino Serafino Camarda fu costretto a interdirla e ad avviare dei lavori di rifacimento degli interni, che nel 1728 furono completamente rifatti in stile tardo barocco e nel 1750 decorati con cornici in stucco da Bartolomeo Bernasconi.

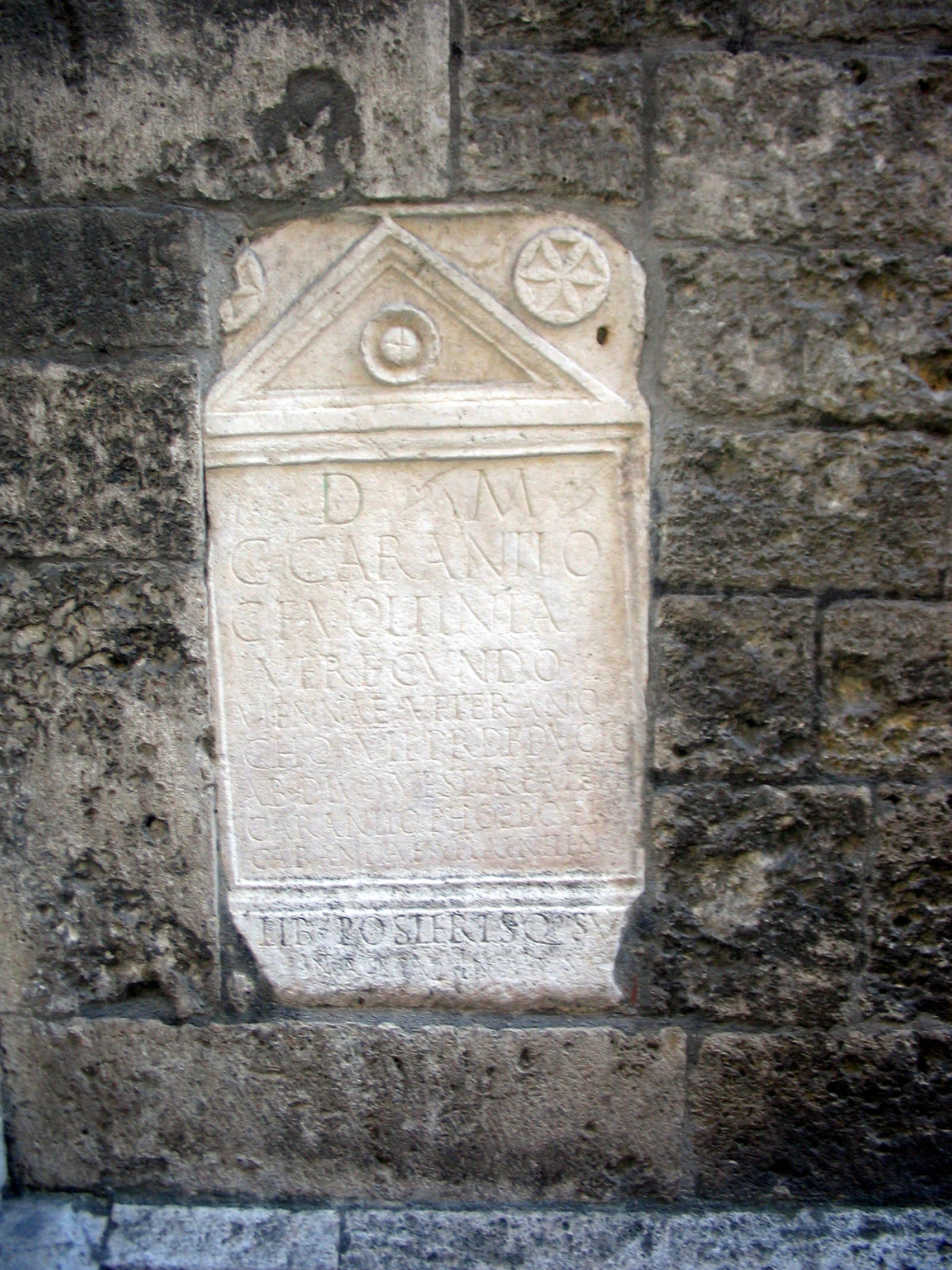
La stele romana incastonata sulla facciata

Agli inizi del novecento vennero promossi degli interventi di restauro, durante i quali fu rimosso l'intonaco dalla facciata riportando alla luce la copertura originale in pietra, la parte superiore della facciata fu rifatta in stile per ripristinare l'aspetto romanico della chiesa e fu trasferito all'interno l'altare marmoreo della chiesa di San Domenico (di Filippo Brioni, 1747), chiesa all'epoca sconsacrata e in stato di abbandono.
A cavallo tra gli anni sessanta e settanta le condizioni della chiesa imposero nuovamente la sua chiusura e la sconsacrazione; con il terremoto del 1979, alle infiltrazioni di acqua si aggiunse il dissesto statico. I restauri furono effettuati a più riprese tra il 1979 e il 1994, con il consolidamento dei muri, il rifacimento del tetto e degli intonaci interni ed il restauro del portale esterno. Negli anni novanta, dopo essere stata destinata all'Istituto diocesano per il sostentamento del clero, la chiesa viene acquisita da un privato e dal novembre del 1999 ha ospitato la libreria Gulliver, successivamente sostituita con un Mondadori Point che è tuttora presente.

Una foto del portale pubblicata nel 1932: è ancora visibile l'intonaco che copriva la facciata

## Descrizione

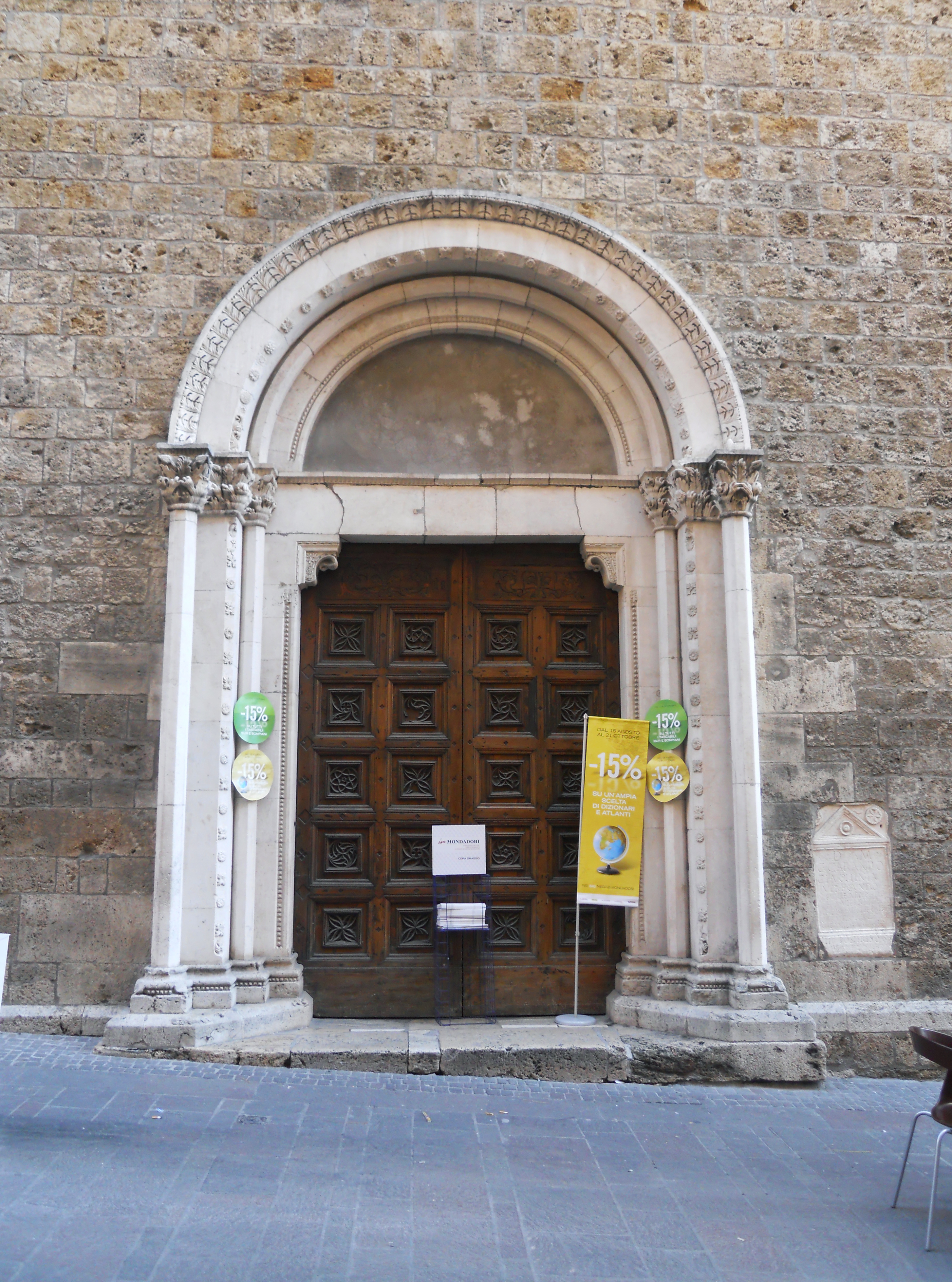
Il portale

L'esterno della chiesa si presenta attualmente in tipico stile romanico, con una facciata a capanna in pietra, su cui si apre il portale di ingresso, il rosone e che culmina con una semplice modanatura. Solo la parte inferiore della facciata è di origine medievale; la parte superiore con il rosone fu rifatta in stile durante i restauri degli inizi del novecento.

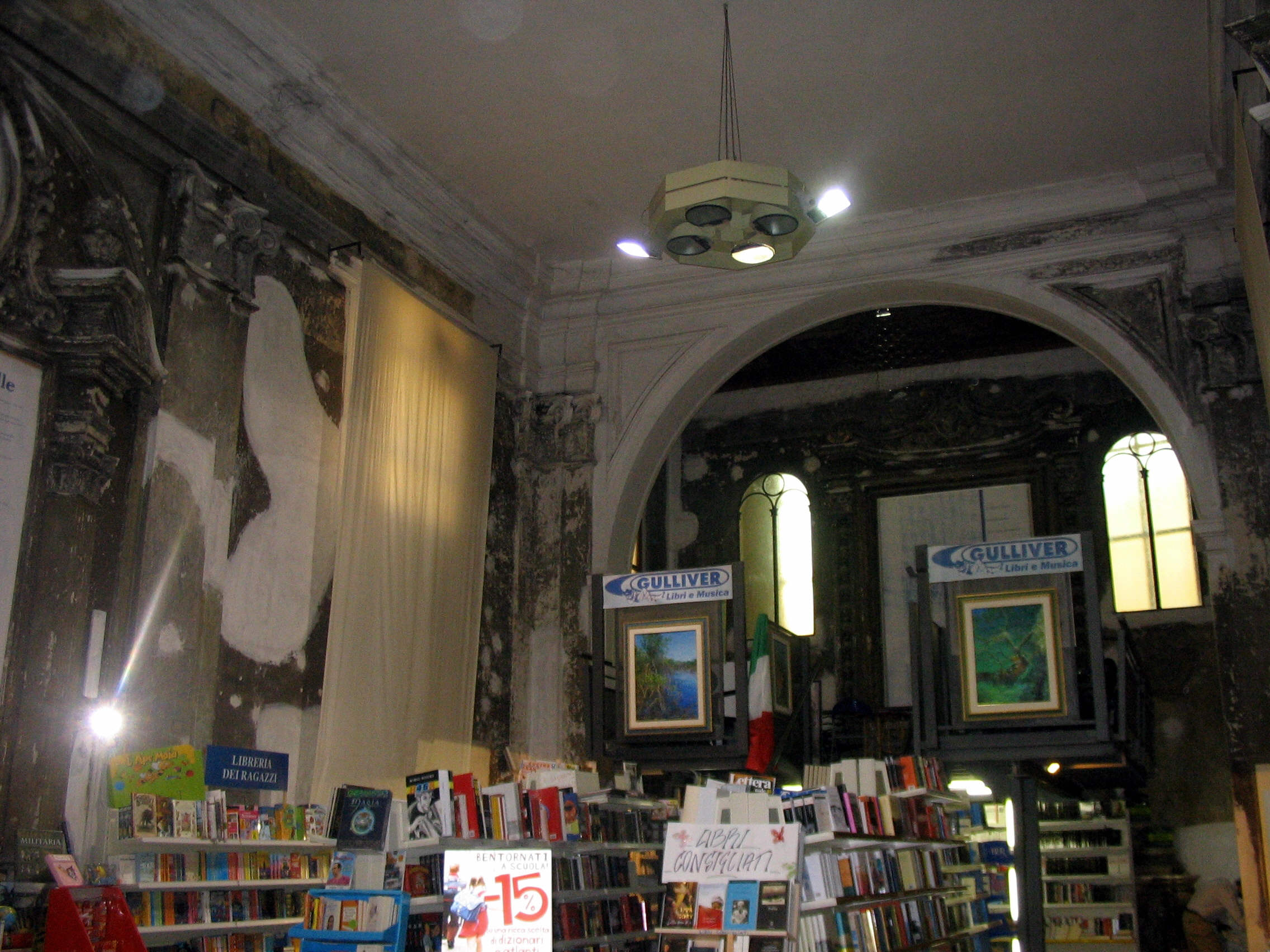
L'interno come si presentava quando ospitava la libreria Gulliver.

Il ricco portale marmoreo, risalente al XIII secolo, ha una strombatura costituita da tre ordini di colonnine sovrastate da capitelli corinzi; la lunetta, delimitata da più ordini di archi a tutto sesto, doveva contenere un affresco oggi andato perduto. Le imposte lignee, decorate da formelle gotiche ciascuna diversa dall'altra, risalgono al 1462 e sono opera di Jacopo Santilli da Montereale, e sembra provenissero da una delle porte laterali dell'antica basilica di San Pietro in Vaticano.
Murata nella facciata, sulla destra del portale d'ingresso, si trova l'epigrafe sepolcrale del veterano Caio Caranzio, riportata anche dall'Angelotti, che testimonia la presenza di un sepolcro pagano situato, secondo l'uso romano, lungo la via consolare all'esterno delle mura cittadine.

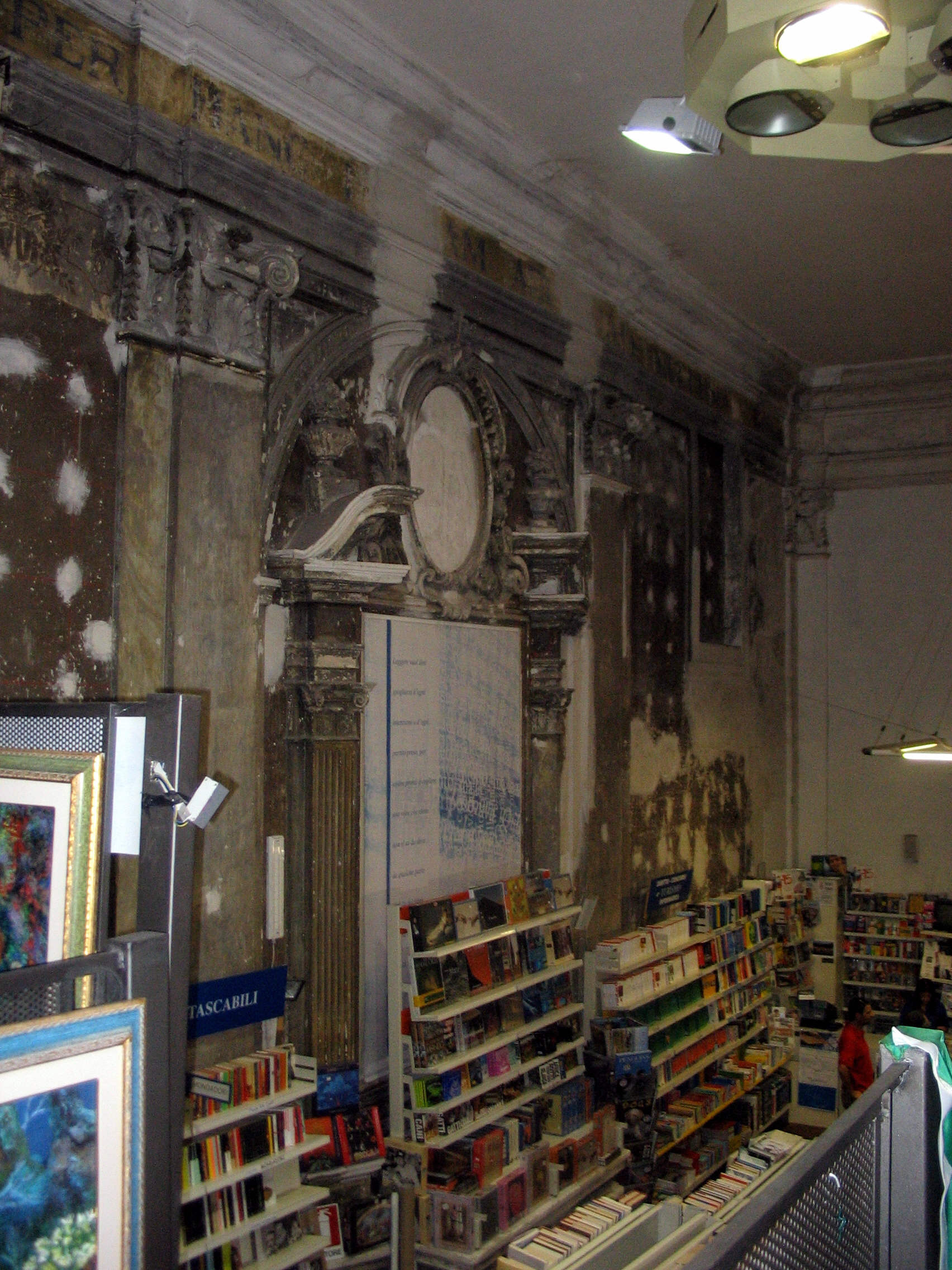
L'altare destro

L'interno è a navata unica e oggi, nella sua veste attuale di libreria, è spoglio e non ospita le pale d'altare che un tempo erano presenti. Gli intonaci settecenteschi delle pareti, sebbene restaurati, appaiono comunque molto rovinati.
Nel 1711, da una visita del vescovo Bernardino Guinigi, sappiamo che sull'altare maggiore era presente un quadro raffigurante San Pietro, a sinistra l'altare dedicato a Sant'Alessandro e a destra l'altare dedicato a Santa Cecilia con un quadro raffigurante San Giacomo Maggiore. Il Palmegiani, negli anni trenta, riferisce che erano presenti un quadro che raffigurava Sant'Alessandro, opera di Ascanio Manenti (1623) ed un quadro che raffigurava Gesù Nazareno, opera di P. Sebastiano Conca (XVIII secolo).